# Porez na imovinu
Porez na imovinu (u Hrvatskoj poznatiji kao Porez na nekretnine, koje najčešće obuhvaća, a u svijetu također poznat i kao stopa miljaže) je ad valorem porez (od latinskog „prema vrijednosti”, je porez čiji se iznos temelji na procijenjenoj ili stvarnoj vrijednosti transakcije ili imovine) na vrijednost imovine, koji se najčešće obračunava na nekretnine. Porez naplaćuje tijelo vlasti u kojoj se imovina nalazi. To može biti nacionalna vlada, savezna država, županija odnosno zemljopisna regija ili općina. Više jurisdikcija može oporezivati istu imovinu.
Može se nametnuti godišnje ili u vrijeme transakcije nekretnina, poput poreza na promet nekretnina.[2] Ovaj porez se može usporediti s porezom na stanarinu, koji se temelji na prihodu od zakupa ili na pripisanoj najamnini (Pripisana najamnina je procjena stanarine koju bi vlasnik kuće bio spreman platiti za život u svom vlastitom domu), i s porezom na vrijednost zemljišta, koji se obračunava na vrijednosti zemljišta, isključujući vrijednost zgrada i druga poboljšanja na zemljištu.
Prema sustavu poreza na imovinu, vlada zahtijeva ili vrši procjenu novčane vrijednosti svake imovine, a porez se procjenjuje proporcionalno toj vrijednosti.

## Vrste
Četiri široke vrste poreza na imovinu su porezi na zemljišta, poboljšanja zemljišta (nepokretni umjetni objekti, poput zgrada), osobna imovina (pokretni umjetni predmeti) i nematerijalna imovina.Nekretnina je kombinacija zemljišta i poboljšanja na tom zemljištu.
Oblici poreza na imovinu razlikuju se u različitim jurisdikcijama. Nekretnine se često oporezuju na temelju svoje klase. Klasifikacija je grupiranje svojstava na temelju slične uporabe. Nekretnine u različitim klasama oporezuju se različitim stopama. Primjeri imovinskih razreda su stambena, trgovačka, industrijska i upražnjena / prazna nekretnina (nekretnina u kojoj nitko nije stalno nastanjen, npr. vila na moru koju vlasnik u kojoj vlasnik boravi ljeti). Na primjer, u Izraelu, porez na imovinu dvostruko je veći za prazne stanove u odnosu na stanove u kojemu netko boravi.
Porez na posebnu procjenu ponekad se brka s porezom na imovinu. To su dva različita oblika oporezivanja: jedan (ad valorem porez) se oslanja na fair tržišnu vrijednost imovine (praksa koja postoji u SAD-u i Kanadi, gdje sud donosi odluku o tome kolika je vrijednost imovine). Druga se (posebna procjena) oslanja na posebno poboljšanje nazvano "korist" zbog svog opravdanja.
Stopa poreza na imovinu obično se daje u postocima. Može se izraziti u promilima (iznos poreza na tisuću jedinica vrijednosti imovine), koji je također poznat kao stopa mlljaže ili mlljaža (tisućiti dio novčane jedinice). Da bi izračunao porez na imovinu, tijelo vlasti koje obračunava porez pomnoži procijenjenu vrijednost sa stopom miljaže i zatim dijeli s 1.000. Na primjer, imovina čija je procijenjena vrijednost 50 000 USD smještena u općini sa stopom od 20 miljaža imala bi račun za porez na imovinu od 1000 USD godišnje.

## Prema nadležnosti
Klasifikacija imovine, porezne stope, pravila procjene i procjene vrijednosti razlikuju se ovisno o nadležnosti.

### Australija
Australska imovina oporezuje se i na državnoj i na vijećničkoj (općinskoj) razini. Porez plaćaju vlasnici nekretnina - porez se ne naplaćuje iznajmljivačima.
Državni porez koji se obično naziva "carina" (engl. ''stamp duty'') obračunava se prilikom kupnje ili prijenosa imovine. To je obično oko 5% otkupne cijene, koju plaća kupac. Mogu se primijeniti i druge naknade za transfer, uključujući posebne naknade za ulagače iz inozemstva.
Porez na zemljište (engl. Land tax), također državni porez, svake se godine procjenjuje na vrijednost imovine. Većina Australaca ne plaća porez na zemljište, jer većina saveznih država pruža izuzeće od naplate ovog poreza na primarni dom odnosno prebivalište poreznih obveznika. Ovisno o državi, stope poreza na doplatu mogu se primjenjivati na strane vlasnike.
"Vijećničke stope" (engl. Council rates) je općinski porez koji naplaćuje lokalna uprava. Procjenjuje se svake godine na vrijednosti nekretnine. Iznosi oko 1508 australskih dolara godišnje za prosječno australijsko kućanstvo.

### Brazil
Brazil je Federativna Republika, a njeni federalni entiteti (unutarnje države i općine), kao i savezna vlada, ubiraju porez na imovinu. Svi su deklarirani u Saveznom ustavu.
Ovo su trenutni porezi na imovinu:
- Porez na ruralnu teritorijalnu imovinu - savezni: naplaćuje se na nekretnine u ruralnim područjima;
- Porez na gradsku teritorijalnu imovinu - općinski: naplaćuje se na nekretnine u urbanim područjima;
- Porez na imovinu motornih vozila - stanje: naplaćuje se imovina automobila, kamiona, motocikla i slično;
- Porez na veliko bogatstvo - savezni: proglašen je saveznim Ustavom, ali još uvijek ne postoji propis koji bi definirao njegovu pojavu.

### Kanada
Mnoge provincije naplaćuju porez na nekretnine na temelju upotrebe i vrijednosti zemljišta. Ovo je glavni izvor prihoda većine općinskih uprava. Iako se razina poreza na imovinu razlikuje po općinama, u pokrajinskom je zakonodavstvu utvrđena zajednička procjena imovine ili kriteriji procjene. Trend je koristiti standard tržišne vrijednosti za potrebe vrjednovanja s različitim ciklusima revalorizacije. Više provincija uspostavilo je godišnji ciklus ponovnog ocjenjivanja gdje tržišna aktivnost zahtijeva, dok ostale imaju duža razdoblja između razdoblja ponovnog vrjednovanja. Postoje dvije vrste poreza na imovinu: godišnji porez na imovinu i porez na promet zemljišta.

#### Godišnji porez na imovinu
Godišnji porez na imovinu obično je postotak oporezive procijenjene vrijednosti imovine. Oporeziva procijenjena vrijednost obično se određuje od strane općine. Godišnja stopa poreza na imovinu u bilo kojoj provinciji sadrži najmanje dva elementa: općinsku stopu i stopu poreza za obrazovanje. Kombinacija općinskih i dijelova poreza za obrazovanje s bilo kojim drugim osnovnim porezima ili drugim posebnim porezima određuje puni iznos poreza.
U Ontariju je porez na imovinu prvi put uveden 1849. godine Općinskim zakonom (ili Baldwinovim zakonom), jer je akt tvorio općinsku strukturu s gradovima i selima, zajedno sa stvaranjem poreza na imovinu koji općine moraju naplaćivati a namijenjen je podržavanju školstva. Porez se izračunava množenjem vrijednosti imovine tekuće godine koju je procijenila Općinska korporacija za procjenu imovine (MPAC) s ukupnom poreznom stopom. Studija iz 2019. godine pokazala je da Toronto, glavni grad Ontarija, ima najniži porez na imovinu u toj pokrajini.
U Britanskoj Kolumbiji British Columbia Assessment Authority provodi procjenu imovine diljem te pokrajine i svake godine podnosi procijenjene vrijednosti za svako od njih. BCAA procjena održava procjene nekretnina u skladu sa Zakonom o procjeni koji zahtijeva da se nekretnine procjenjuju od 1. srpnja svake godine. Konačni iznos poreza na imovinu izračunava se množenjem konačne stope komunalnog poreza na imovinu za godinu s vrijednosti procjene BC. Vancouver ima najniži porez na imovinu u Kanadi.
Porez na imovinu u Alberti postoji od 1800-ih; sve do 1995. godine sve nekretnine i zemljište osim poljoprivrednog zemljišta, uključujući industrijske i stambene posjede, procijenjeni su po tržišnoj vrijednosti, ali donošenje Zakona o općinskoj vlasti 1995. godine donijelo je brojne promjene u procjeni imovine. Imovina u Alberti procjenjuje se svake godine po općinama prema uputama Ministarstva općinskih poslova (engl. Ministry of Municipal Affairs) i Albertskog Odjeljenja za procjenu poreza na imovinu (engl. Alberta Assessment and Property Tax Policy Unit). Porez na imovinu u Alberti sastoji se prije svega od dvije komponente: općinskog poreza i pokrajinskog poreza na obrazovanje. Specifična stopa poreza na imovinu za određenu godinu ovisi o proračunu općine i njenoj ukupnoj osnovi za procjenu, a stope poreza na imovinu u obrazovanju također postavljaju općine.
U Saskatchewanu imovinu procjenjuje pružatelj usluga procjene u općini, što je obično Agencija za upravljanje procjenom u Saskatchewanu (SAMA). Porezna stopa utvrđena od strane provincije primijenit će se na punu vrijednost koja određuje oporezivu procjenu. Za općinski dio poreza, stopa komunalne miljaže (1 mil. = 0,001) množit će se s ukupnom oporezivom procjenom,  te zatim pomnožiti s faktorom stope miljaže za utvrđivanje iznosa. Pokrajina ima postavljenu stopu obrazovanja za sve općine, a na nju se ne primjenjuje faktor stope. Kombinacija općinskih i poreznih dijelova za obrazovanje s bilo kojim osnovnim porezima ili drugim posebnim porezima određuje puni iznos poreza.
U Manitobi, procjenu vrijednosti imovine provode pokrajinske službe za procjenu, dostavljene putem 10 okružnih ureda s izuzetkom Winnipega, gdje procjenu vrijednosti provodi sam Grad Winnipeg. Svaka klasa imovine imat će različitu veličinu svoje procijenjene vrijednosti koja je oporeziva. Porez na imovinu u Manitobi sastoji se od četiri dijela: općinska stopa, pokrajinska stopa za obrazovanje, stopa školskog odjeljenja i dodatni porezi za lokalne usluge prema potrebi. Svake godine porez za obrazovanje postavlja pokrajinski ministar obrazovanja, a ostatak utvrđuje Gradsko vijeće; stope su izražene u promilima.

#### Porez na promet zemljišta
Porez na promet zemljišta je provincijski porez koji se naplaćuje prilikom kupovine kuće ili zemljišta u Kanadi. Sve provincije imaju porez na promet zemljišta, osim Alberte i Saskatchewana. Porez se u većini provincija izračunava kao postotak otkupne cijene. U Torontu postoji dodatni komunalni porez.
Ontario, Britanska Kolumbija, Otok princa Edwarda, Montreal i Grad Toronto nude rabat (popust) poreza na promet zemljišta za kupce koji prvi put kupuju kuću.

##### Britanska Kolumbija
U Britanskoj Kolumbiji porez na promet nekretnina iznosi jedan posto poreza na prvih 200.000 dolara kupoprodajne cijene, dva posto na preostali iznos do dva milijuna dolara, a tri posto na ostatak. Dodatnih 15% poreza koji se odnosi samo na inozemne kupce domova u Greater Vancouveru započeo je 2. kolovoza 2016. Definicija stranog kupca uključuje međunarodne studente i privremene strane radnike. Mjere za suzbijanje izbjegavanja plaćanja poreza uključuju novčane kazne od 100 000 dolara za fizičke osobe i 200 000 dolara za korporacije.

###### Program za kupce prvih domova
Program za kupce prvih domova je program vlade savezne države Britanske Kolumbije koji kvalificiranim kupacima nudi smanjenje ili ukidanje poreza na promet imovine. Može se koristiti zajedno s hipotekom i vlasničkim udruženjem vlasnika kuće.
Sličan program dostupan je i u Ontariju koji kupcima koji prvi put kupuju nekretninu nudi popust na porez u iznosu od 750 dolara. U 2017. godini, vlada Ontarija također je izdala popust na porez na promet zemljišta, što je omogućilo popust do 4.000 dolara, osiguravajući da kupci prvih domova koji su u vrijednosti nižih od 368.000 dolara neće platiti porez na promet zemljišta.

###### Izuzeće za nove domove
Izuzeće za novoizgrađeni dom (engl. The Newly Built Home Exemption) je program koji smanjuje ili uklanja porez na promet imovine na nove domove. Iznos je ograničen na 13 000 dolara za kvalificirane pojedince koji moraju biti državljani Kanade ili u njoj stalno nastanjeni. Kupljena nekretnina mora biti smještena u Britanskoj Kolumbiji, imati fair tržišnu vrijednost od 750 000 dolara, biti manja od 1,25 hektara i koristiti se kao prebivalište. Može se koristiti zajedno s hipotekom i vlasničkim udruženjem vlasnika kuće.

### Čile
Porez na imovinu zemljišta, nazvan "teritorijalni porez" ili "doprinos", godišnji je iznos koji kvartalno plaća vlasnik nekretnine. Određuje se kao postotak "fiskalne vrijednosti" nekretnine, koju izračunava Služba za unutarnje prihode na temelju zemljišta i građevinske površine nekretnine, građevinskog materijala, starosti i upotrebe. Vlasnik može osporiti fiskalnu vrijednost koja je obično mnogo niža od tržišne. Godišnja pristojba varira između 1 i 2% ove vrijednosti, ovisno o upotrebi imovine (stambene, poljoprivredne ili komercijalne). Stambene nekretnine procijenjene ispod USD 40K (od 2013.) se ne oporezuju; one iznad tog praga oporezuju se samo na iznos koji prelazi 40K USD. Prihodi idu u općini davanja nekretnine komunu . Sve općine daju svoj dio prihoda u "zajednički općinski fond" koji se zatim preraspodjeljuje natrag prema općinama u skladu s njihovim potrebama (općina siromaštva, itd.) ). Uz to, općine naplaćuju kvartalni porez za odvoz smeća, koji se često plaća zajedno s teritorijalnim porezom (ako je primjenjivo).

### Egipat
Zakon nameće porez na svaku nekretninu. Javne zgrade su izuzete (kao što su vladine zgrade), kao i vjerske zgrade (džamije i crkve). Obitelji koje posjeduju privatna imanja u vrijednosti do 2 milijuna LE (290 000 USD) izuzete su. Komercijalne prodavaonice s godišnjom vrijednošću najma iznad 1200 LE nisu izuzete.

### Grčka
Grčka ima općinski porez na imovinu i porez na imovinu koje ubire grčka Vlada. Općinski porez na imovinu (ΤΑΠ / ΔΤ / ΔΦ) uključen je u račune za struju i između ostalog uključuje naknade za čišćenje ulica i rasvjetu. Državni porez na imovinu (ENFIA) kombinacija je poreza na imovinu pojedinca temeljenog na površini; i progresivnog poreza na imovinu pojedinca koji se temelji na procijenjenoj neto vrijednosti svih nekretnina i može doseći 2%.

### Hong Kong
U Hong Kongu "porez na imovinu" nije ad valorem porez; zapravo je porez na dohodak.
Prema Pravilniku Hong Konga o unutarnjim prihodima IRO s5B, svi vlasnici nekretnina ne podliježu ovom porezu osim ako nisu primili naknadu, poput prihoda od najma za godinu kada se procjena utemeljuje. Porez na imovinu izračunava se na neto procjenjivoj vrijednosti po standardnoj stopi. Razdoblje procjene je od 1. travnja do 31. ožujka.

#### Neto procjenjiva vrijednost
Formula je:
Neto procjenjiva vrijednost = 80% procijenjene vrijednosti.
Porez na imovinu Hong Konga = Neto vrijednost procjene X Standardna stopa poreza na imovinu
Procjenjiva vrijednost = prihod od najamnine + premija + (povrat lošeg duga od najma   - Nepovratna najamnina) - Cijene koje plaća vlasnik.

### Indija
Porez na imovinu ubire država ili lokalna društvena tijela. Porez na imovinu ili 'porez na kuću' lokalni je porez na zgrade, zajedno s pripadajućim zemljištem. Nameće se Posjedniku (a ne skrbniku imovine; prema 44. amandmanu ustava iz 1978. godine). Porez na imovinu podsjeća na porez na bogatstvo američkog tipa i razlikuje se od trošarinske stope u Velikoj Britaniji. Porezna moć je dodijeljena državama i delegirana je lokalnim tijelima, određujući način vrednovanja, opseg stopa i postupke naplate. Porezna osnovica je godišnja vrijednost najma (ARV) ili je rangirana na površinu. imovnina u kojoj borave vlasnici te za ostale nekretnine za koje se ne plaća najam procjenjuju se troškovi, a zatim pretvaraju u ARV primjenom postotka troškova, obično četiri posto. Većina općina u velikim gradovima ima porez na prazna zemljišta, a ostali manji gradovi i ruralna područja nemaju porez na imovinu na prazna zemljišta (prazna zemljišta su ona na kojima nema izgrađenih poboljšanja i ne koriste se nikakve svrhe). U većini slučajeva, društvena tijela oslobađaju poreze na sve zgrade i zemljišta koja se koriste za vjersko bogoslužje od strane javnosti, javna mjesta pokopa i kremiranja, ili baštine, dobrotvorne i obrazovne svrhe i na nekoliko poljoprivrednih zemljišta. Osim toga, nekretnine središnje države također su izuzete od poreza. Umjesto toga, "naknada za uslugu" dopuštena je po izvršnom nalogu. Imovine stranih misija također uživaju oslobođenje od poreza, a da ne zahtijevaju reciprocitet. Porez obično prati porez na usluge, npr. Porez na vodu, porez na odvodnju, porez na očuvanje (sanitarne), porez na rasvjetu, a svi koriste istu poreznu osnovicu. Porezna stop je proporcionalna u seoskim područjima, ali u urbanim (općinskim) područjima blago je progresivna, a oko 80% spadaju u prva dva porezna stupa.
Uzorni detalj lokalnih civilnih tijela pojedinih gradova. 
| serijski broj | gradov    | Općinsko tijelo                           | Porez na prazno zemljište                            | Porezna referenca                                                  |
| ------------- | --------- | ----------------------------------------- | ---------------------------------------------------- | ------------------------------------------------------------------ |
| 1             | Mumbai    | Gradska korporacija Brihanmumbai (BMC)    | Da                                                   | https://ptaxportal.mcgm.gov.in                                     |
| 2             | Delhi     | Gradska korporacija u Delhiju (MCD)       | Da                                                   |                                                                    |
| 3             | Bangalore | Bruhat Bengaluru Mahanagara Palike (BBMP) | Da                                                   |                                                                    |
| 4             | Hyderabad | Opća korporacija Hyderabad (GHMC)         | Da                                                   |                                                                    |
| 5             | Ahmedabad | Ahmedabad Muncipal Corporation (AMC)      |                                                      |                                                                    |
| 6             | Chennai   | Korporacija Greater Chennai (GCC)         | Da                                                   |                                                                    |
| 7             | Kolkata   | Gradska korporacija Kolkata               | Da                                                   |                                                                    |
| 8             | Surat     | Gradska korporacija Surat                 |                                                      | https://www.suratmunicipal.gov.in/Departments/PropertyTaxStructure |
| 9             | Pune      | Općinska korporacija Pune                 | Samo na području tepiha slobodnog zemljišta / imanja |                                                                    |
| 10            | Jaipur    | Jaipur Municipal Corporation              |                                                      |                                                                    |